# Leibertingen
Leibertingen es un municipio alemán perteneciente al distrito de  Sigmaringa en el estado federado de Baden-Wurtemberg (Alemania).

## Ubicación geográfica
Leibertingen está a una altitud de 600 a 850 metros sobre el nivel del mar directamente sobre el valle del Danubio en la región de Heuberg, una meseta en la parte sur del Jura suabo, con una distancia de 22 km a Sigmaringen y 24 km a Tuttlingen y está dentro del parque natural del Danubio Superior. 
De la superficie total de alrededor de 4.720 hectáreas (al 31 de diciembre de 2010) 2.127 hectáreas son bosques, 2.328 hectáreas son tierras de cultivo y 257 hectáreas consisten en zonas residenciales y de circulación. El llamado "Dreiländereck" (triángulo fronterizo) está situado bajo el cercano monte Wildenstein. Aquí es donde se unen Württemberg (parroquia de Irndorf), Hohenzollern-Sigmaringen (parroquia de Beuron) y Baden (parroquia de Leibertingen).

## Municipio
Leibertingen forma el municipio que le da nombre con los pueblos adyacentes de Altheim, Kreenheinstetten y Thalheim.
| Escudo de armas       | Localidades                        | Habitantes (2008) | Área    |
| --------------------- | ---------------------------------- | ----------------- | ------- |
| Leibertingen          | Leibertingen (localidad principal) | 681               | 1729 ha |
| Kein Wappen Verfügbar | Altheim                            | 250               | 456 ha  |
| Kreenheinstetten      | Kreenheinstetten                   | 651               | 1588 ha |
| Thalheim              | Thalheim                           | 666               | 947 ha  |